# برشاوشان عريض الأوراق
برشاوشان عريض الأوراق (الاسم العلمي:Adiantum latifolium) هو نوع من النباتات يتبع جنس البرشاوشان من الفصيلة الديشارية.